# شاطئ الرمال الحمراء
يقع شاطئ الرمال الحمراء في منطقة خليج" هانا "على منحدر كبير، كما أنه يطلق عليه اسم شاطئ اللون الأحمر، واكتسبت الرمال هذا اللون الأحمر نتيجة لوجود مجموعة
من الحمم البركانية.